# 교자 (지폐)

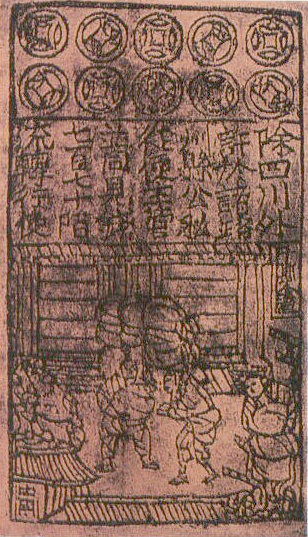
교자

교자(交子 jiāozǐ[*])는 쓰촨성(四川省) 청두시(成都市)에서 10세기 사용되던 지폐이다. 송(宋) 시기에 전국적으로 유통되었으며, 세계 최초의 지폐로 알려져 있다.

## 개요
송 왕조 이전에 당(唐) 왕조 시기에 이미 언방(堰坊)이라는 기관이 존재하였고, 이곳에서는 전(銭) ・ 금은(金銀) ・ 포백(布帛) 등을 맡아두고 그 증명서로써 어음을 발행하였다. 이 어음을 다른 지역에서 현물과 같은 가치를 갖는 지불 수단으로 사용하는 것이 가능하였고, 널리 유통되었다. 언방은 훗날 변질되어 무뢰배들이 모이는 도박장 같은 성격으로 변모했지만, 이러한 어음 발행 방식은 더욱 전국적으로 확대되었고, 교자 외에도 회자(會子) ・ 관자(關子) 등의 어음이 발행되었으며 그 발행처는 교자포(交子鋪)라 불렸다.
오대 십국 시대(五代十國時代)에 이르러 중국 전역에 상업활동이 활발해지고, 주요 화폐였던 동전의 수요는 몹시 높아졌다. 그러나 쓰촨 지방은 동전을 만들 구리의 산출이 몹시 적었고 수요를 채우기 어려웠다. 당시 쓰촨을 지배하고 있던 전촉(前蜀) 및 후촉(後蜀) 정권은 산출량이 많은 철을 가지고 철전(鐵錢)을 발행하였다. 송 왕조가 수립되고, 송 태조(宋太祖)는 쓰촨의 금은과 동전을 거두어 들여서 중앙으로 운송하게 하였고, 철전을 주조해 사용하게 하면서 쓰촨에 동전을 가지고 들어가지 못하게 하였다. 그러나 구리 부족 사태는 여전했고, 더구나 서쪽에서 일어난 서하(西夏)라는 비(非)한족 왕조의 세력이 쓰촨 가까이까지 미치게 되면서, 쓰촨에서는 거듭 철전의 사용을 강제하였다.
그러나 철전은 동전에 비해 무거워 가지고 다니기 불편하였고(철전 1,000문이 25근으로 이는 수레에 실어서야 가지고 다닐 수 있는 무게였다) 게다가 동전에 비해 10분의 1 가치밖에 되지 못했다. 이에 쓰촨의 중심도시인 청두(成都)에서는 16곳의 교자포가 조합을 이루어, 철전을 맡기고 그 맡은 바에 대한 증서로써 교자를 발행하게 되었던 것이다. 이 16개 교자포는 송 정부로부터 허가를 받아 쓰촨에서 교자의 발행을 독점하였고, 신용도 높은 이 교자는 무거운 철전보다도 중요하게 사용되었다. 그 사용량은 다른 토지에서의 교자나 회자를 압도하는 것이었다.
그 뒤 쓰촨의 교자포는 사업에 실패해 동전의 보유량이 충분하지 못했고, 급기야 체불 사태가 일어났다. 인종(仁宗) 천성(天聖) 원년(1023년), 이를 지켜본 송 정부는 교자의 이익을 눈여겨 보고 이를 관업으로 삼아, 민간에서 이를 발행하는 것을 금지하였다. 송 정부는 본전(本銭, 현금 교환용 준비금)으로써 36만 민(緡, 관貫)을 비축해 두고 발행한도액을 125만여 민으로 해서 교자를 유통시켰다. 이로써 교자는 단순한 어음이 아닌 지폐가 되었다.
이 무렵 교자에는 계(界)라 불리는 기한이 설정되어 있어, 2년 또는 3년 이내에 동전 또는 새로운 교자로 교환하지 않으면 단순한 종이조각으로 전락해 버렸다.
교자는 그 편리성 덕분에 수요가 더욱 늘어났고, 송 왕조는 북방의 요(遼)・서하와의 군사 비용을 충당하기 위해 재원으로써 교자를 원했고, 신종(神宗) 회령(熙寧) 5년(1072년)에 발행액을 배로 늘렸고, 그 뒤에도 계속해 늘어났다. 이로써 교자의 발행은 차츰 난발할 기미를 보였고, 휘종(徽宗) 숭녕(崇寧) 5년(1106년)에 2,600만 민으로 당초의 20배 이상으로 불어났다. 교자의 남발과 함께 현금 교환이 정지되고 교자의 가치는 한순간에 하락해, 액면가 1관(貫)짜리 교자가 전(銭) 수십 문(文) 정도로밖에 거래되지 않게 되는 지경에 이르렀다.
이렇게 교자의 유통은 정지되고, 송 정부는 대관(大觀) 원년(1107년)에 교자를 대신해 전인(銭引)을 발행하게 되었다. 훗날 남송(南宋) 왕조에서 전인 또한 신용도가 떨어져 대신 회자(会子)가 발행되기에 이른다.

## 같이 보기
- 교초
- 돈
- 비전 (화폐)
- 회자 (화폐)